# Lombardo Ontiveros
Rodolfo Lombardo Ontiveros Gómez (Mazatlán, 9 de novembro de 1983) é um jogador de vôlei de praia mexicanomedalhista de ouro nos Jogos Pan-Americanos de Toronto em 2015 e em seu histórico em edições dos Jogos Centro-Americanos e do Caribe destacam a medalha de prata na edição em Barranquilla 2018 e os bronzes em Veracruz 2014 e em Cartagena das Índias 2006.

## Carreira
Lombardo Ontiveros  é irmão do também jogador Ulises Ontiveros com quem disputou a edição Jogos Centro-Americanos e do Caribe de 2006 na cidade de Cartagena das Índias e conquistaram a medalha de bronze e disputaram os Jogos Pan-Americanos de 2007 no Rio de Janeiro terminando a participação na fase de quartas de final
Já na edição dos  Jogos Centro-Americanos e do Caribe  realizados em Veracruz no ano de 2014 formou dupla com Juan Vírgen na conquista de mais uma medalha de bronze.
Representou ao lado de Juan Vírgen seu país nos Jogos Olímpicos de Verão de 2016, terminando a participação nas oitavas-de-finais. e com este sagrou-se medalhista de ouro na edição dos Jogos Pan-Americanos de 2015 realizado em Toronto e alcançaram também a medalha de prata na edição dos Jogos Centro-Americanos e do Caribe de 2018 em Barranquilla